# 陳帥夫
陳帥夫（英語：Andy Chan Shui-fu，1973年1月9日—），香港政務官，前政制及內地事務局副局長。

## 簡歷
陳帥夫在中國內地出生，三歲時隨家人到香港並定居。1984年入讀新界鄉議局元朗區中學，並於1990年中六畢業。後於1994年在香港中文大學歷史系畢業。其後，他於1994年7月加入政府，任職政務職系，並於2014年4月晉升首長級乙級政務官。他曾於多個政策局及部門工作，包括衞生福利科、大埔民政處、保安局、政務司司長私人辦公室、旅遊事務署助理專員、衞生福利及食物局局長政務助理及民政事務總署助理署長。2012年7月至2017年7月間，他晉升為運輸及房屋局副秘書長（運輸）。在任期間，他行事作風硬朗，曾與他共事的政務官指其「好打得」。例如他曾就2017年中公佈的《公共交通策略研究》報告四出解畫，與林鄭月娥要求新班子要加強政策解說要求不謀而合。
2017年8月，他獲政府委任為政制及內地事務局副局長，結束政務官生涯。
2021年2月11日，政府宣布陳帥夫由於個人健康原因，已經提出請辭，於2月28日離任。 
2025年，政府委任陳帥夫粵港澳大灣區專責小組成員。 